# Paterno (Ancona)
Paterno (dall'Unità d'Italia al 1928 Paterno d'Ancona) era un comune italiano, soppresso con Regio Decreto 15 aprile 1928, n. 882 e accorpato al comune di Ancona, di cui è divenuto frazione. È uno dei castelli di Ancona.
Paterno conta duecento abitanti; all'inizio del XX secolo i suoi abitanti erano 1309.
Il nucleo storico si trova sulla parte più elevata di una collina; intorno ad esso sorgono abitazioni più recenti, che si espandono fino al confine con l'aperta campagna. Nei pressi di Paterno avrebbe dovuto essere aperto un casello dell'autostrada A14 (E55), ma si preferì poi collocarlo più a nord.
La Chiesa di Santa Maria Assunta sorge a fianco della porta d'ingresso del centro storico (attualmente chiusa per inagibilità). Sulle pareti dell'edificio erano presenti lacerti di affreschi realizzati nella metà del XIV secolo, di cui non si conosce con precisione l'autore, ma che vennero attribuiti alla cerchia della Scuola di Ancona. Tali dipinti furono strappati, restaurati e collocati nel Museo Diocesano di Ancona; sono visibili al pubblico dal 30 settembre 2012.

## Contrade
Contrade:
- Casine (comunemente: Casine di Paterno);
- Saline;
- Barcaglione;
- Monte Rosato;
- Monte Ronzano;
- Fornace Vecchia;
- Paoletto;
- Bisciano;
- Sabbioni.

Casine di Paterno, che dà nome alla contrada omonima, è un vero e proprio centro abitato, nato come filiazione di Paterno alla base della collina, lungo la strada percorsa dalle corriere, attuale strada provinciale del Vallone.